# Старое еврейское кладбище (Рига)
Старое еврейское кладбище (латыш. Vecā ebreju kapsēta) — ныне утраченный еврейский некрополь в Риге, в районе Московский форштадт. Кладбище существовало с 1725 по 1941 год. Ныне на территории некрополя находится парк, расположенный между улицами Теяс, Ликснас, Вирсайшу, Эбрею и Лаувас. Площадь парка составляет 2,8 га. Кладбище стало первым участком в Риге, который евреям удалось получить в свою собственность.

## История
Кладбище было основано в 1725 году. Вокруг кладбища была возведена массивная кирпичная стена, которая частично сохранилась до наших пор, впечатляющие въездные ворота на углу улиц Ликснас и Эбрею, а также колесница, построенная в 1904 году по проекту архитектора Пауля Мандельштама, и молельня, построенная в конце 19 века (сожжена 4 июля 1941 года).
После строительства Нового еврейского кладбища данный некрополь был закрыт для новых захоронений, а подхоронения родственников продолжались более 10 лет. В 1941 году во время немецкой оккупации Латвии в Риге было создано еврейское гетто, в территорию которого входили и Старое еврейское кладбище.
Во время Холокоста здесь был погребено 6000 человек. 31 октября 1942 года здесь были расстреляны и захоронены члены группы сопротивления. Здесь были похоронены более 1 000 евреев, убитых на территории гетто 30 ноября 1941 года. Надгробия, оставшиеся на кладбище после Второй мировой войны, впоследствии были использованы в строительстве.
В 1960-х годах кладбище сравняли с землей бульдозерами. Ставшее бывшим еврейское кладбище советами было преобразовано в «Парк коммунистических бригад» с пешеходными дорожками и скамейками для отдыха.
После обретения Латвией независимости парк восстановил своё старое название. В 1992 году возле бывших въездных ворот был установлен мемориальный камень со звездой Давида, созданный скульптором Улдисом Стергсом и перенесенный из Большой синагоги на улице Гоголя. В 2007 году был открыт второй мемориальный камень с надписью на латышском, английском и иврите «Здесь было старое еврейское кладбище (1725—1941)», в 2011 году возле Звезды Давида была размещена художественно оформленная информационная доска в виде свитка Торы. В 2015 году режиссёр Сергей Лозница снял документальный короткометражный фильм «Старое еврейское кладбище», посвященный памяти рижских евреев.

## Галерея

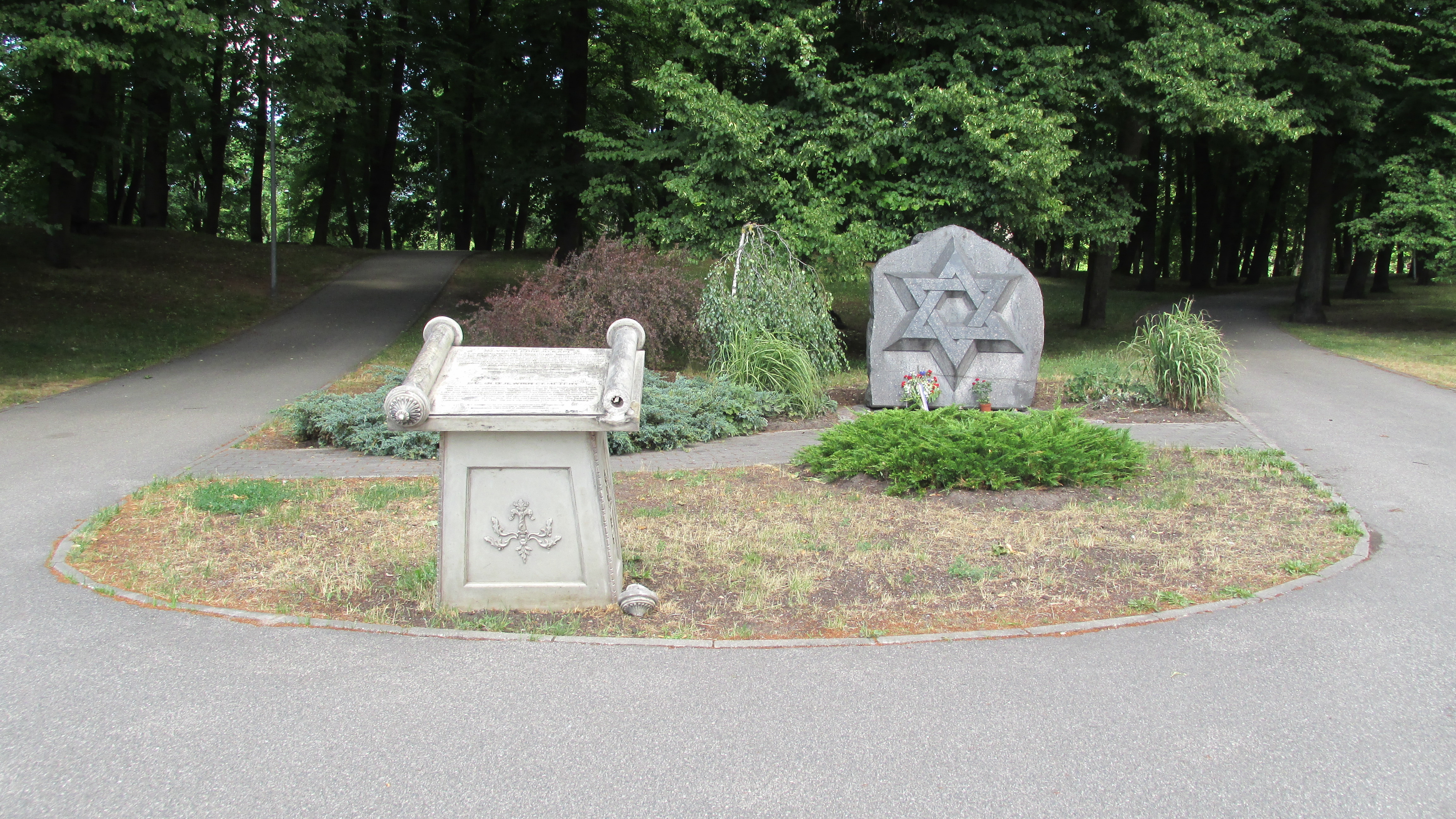
2 мемориала
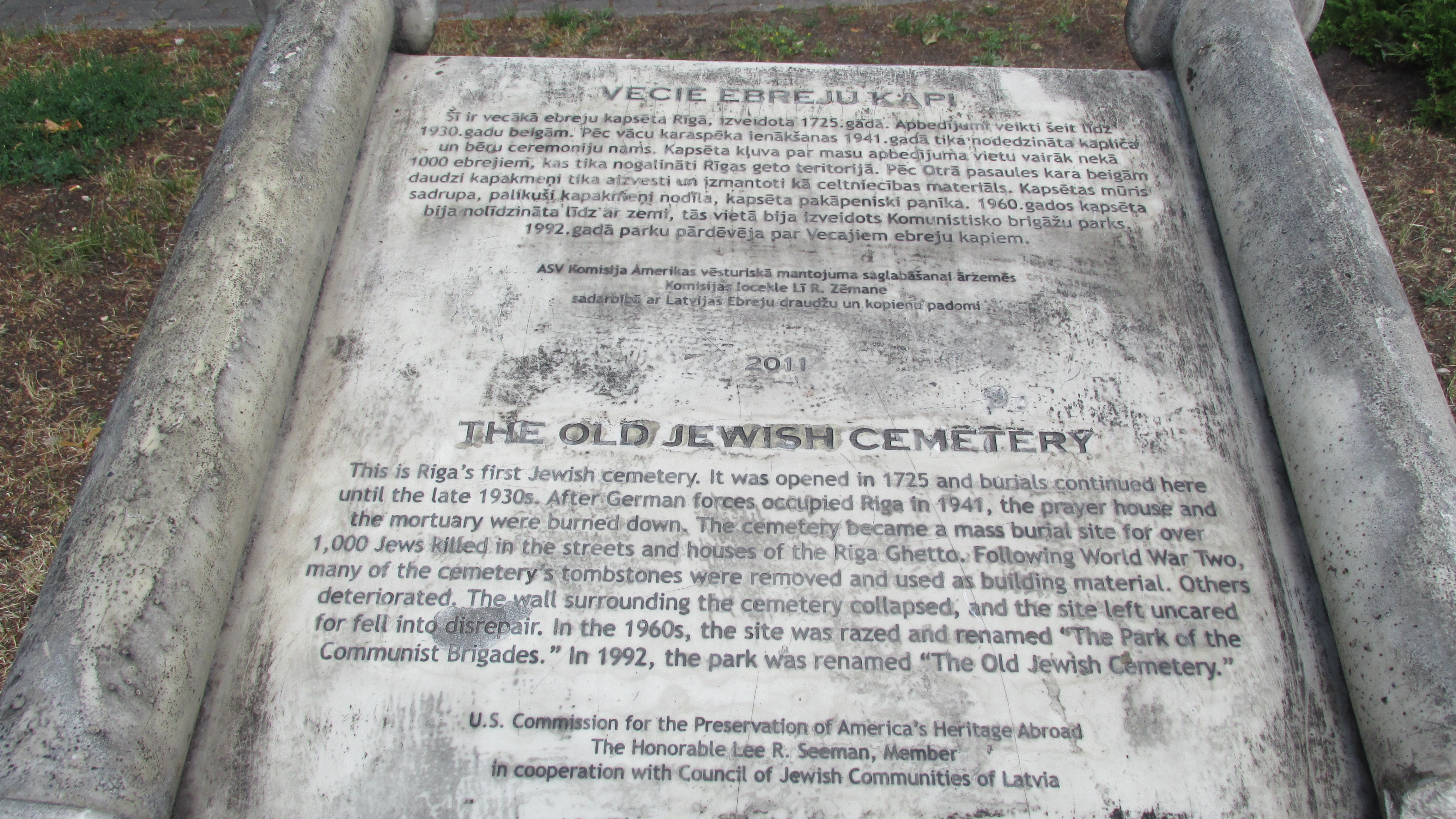
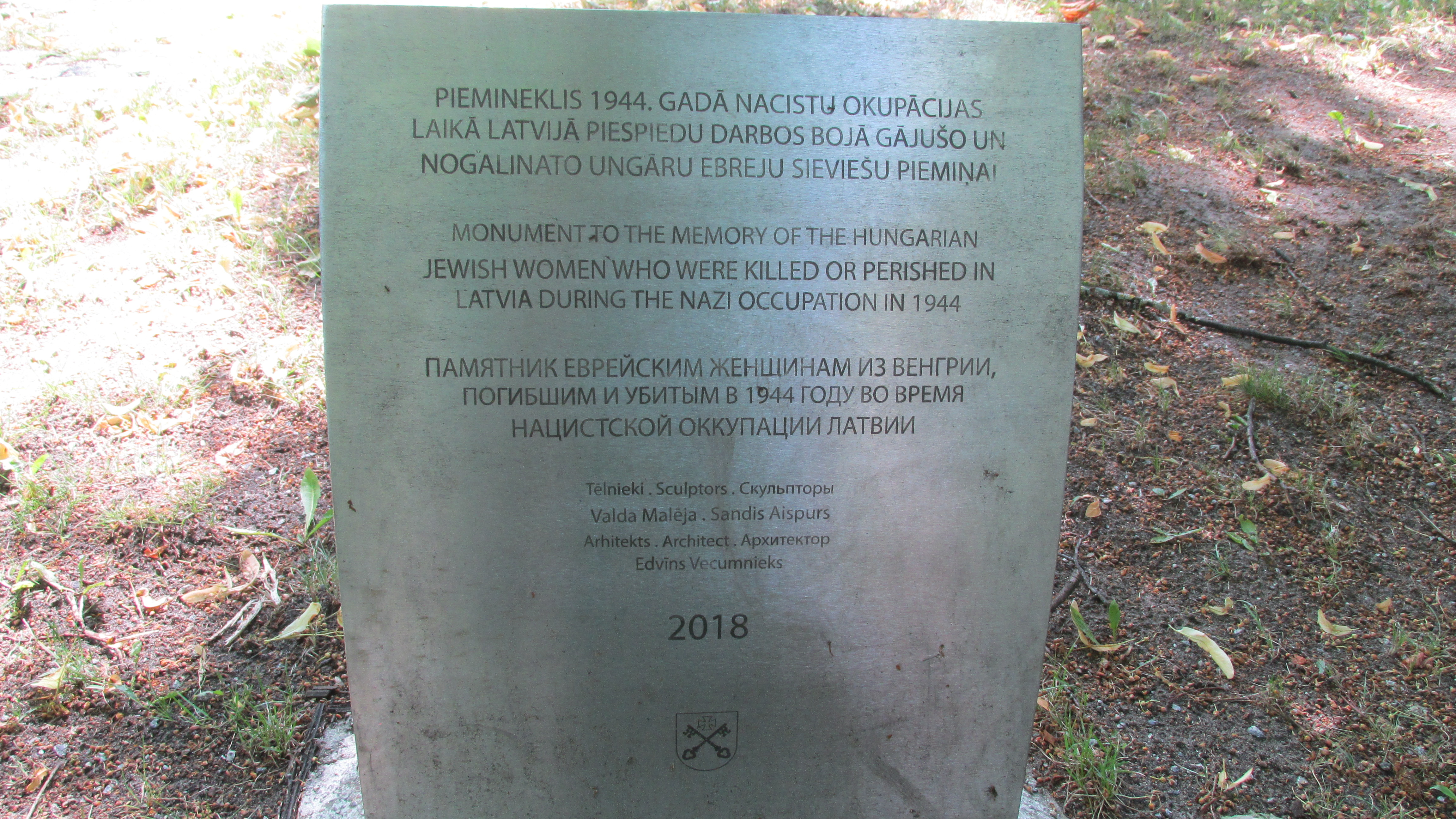
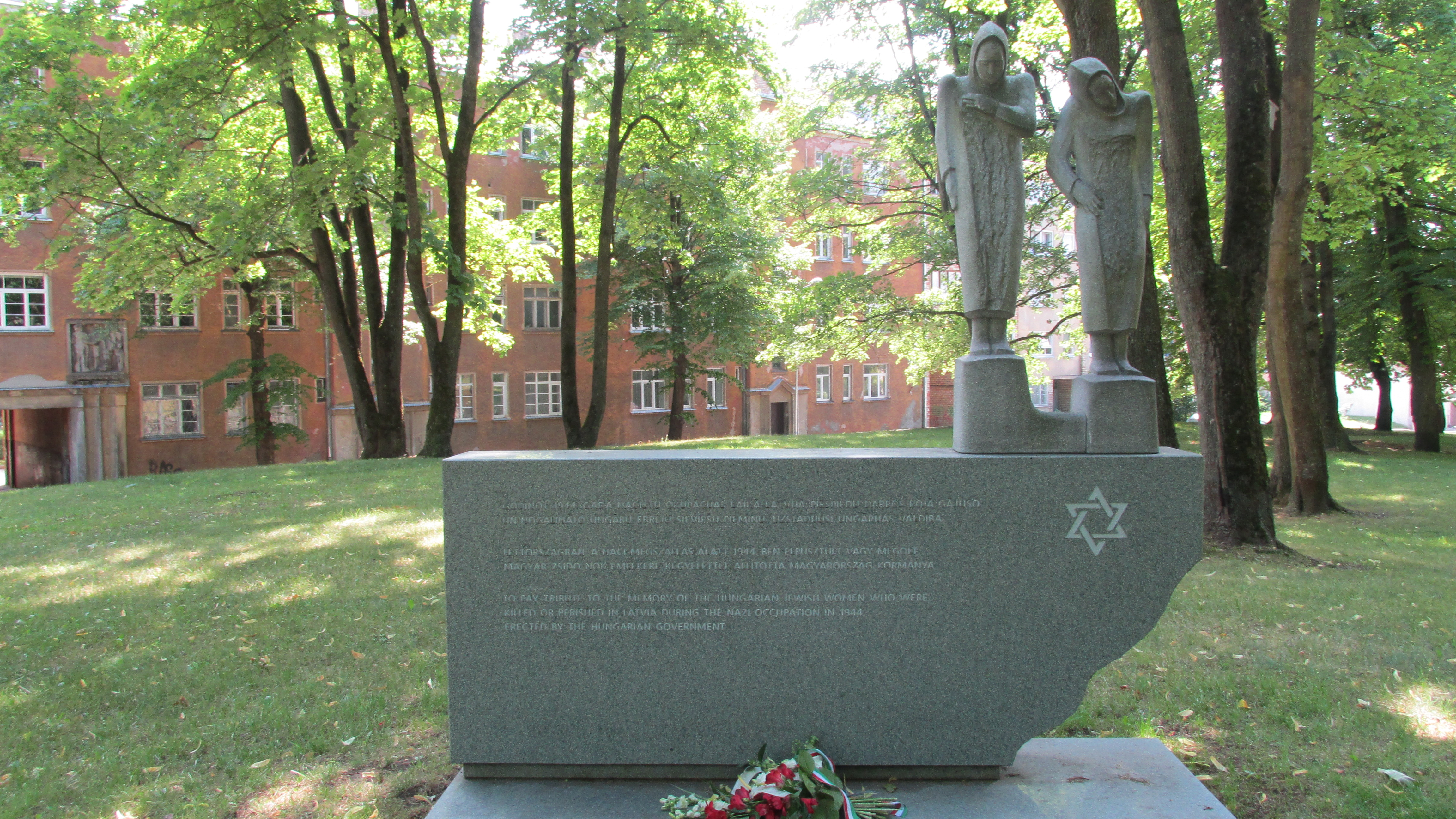
Памятник, посвящённый убитым на территории Латвии венгерским еврейкам